# Ярет (XVIII династия)
Ярет — древнеегипетская царица XVIII династии (Новое царство), супруга фараона Тутмоса IV.

## Биография
Ярет носила титулы «дочь фараона» и «сестра фараона», что указывает на её происхождение из правящей фамилии. Скорее всего её отцом был Аменхотеп II, маловероятно сам Тутмос IV. Нет сведений о её детях, если таковые существовали.
Транскрипция её имени остаётся неизвестной, поскольку несколько кобр в её иероглифическом имени читаются по-разному.
На 7-й год правления Тутмоса великой царицей стала царевна Ярет, следовательно, предыдущая главная жена фараона по имени Нефертари либо умерла, либо отодвинута на задний план, когда Ярет достигла брачного возраста. Ярет изображена на 7 год правления на стеле из Коноссо, показывающей повергающего врагов Тутмоса пред ликами нубийских божеств Дедвена и Ха. Ярет стоит позади него. Этим же годом датируется упоминание её имени в Серабит-эль-Хадим.
Дата смерти и место погребения Ярет неизвестно.
После смерти Тутмоса его наследником и следующим фараоном стал Аменхотеп III, его сын от другой жены Мутемуйи.

## Титулы
Ярет носила следующие титулы:
- Дочь фараона (s3t-niswt)
- Великая дочь фараона (s3t-niswt-wrt)
- Сестра фараона (snt-niswt)
- Великая царская супруга (hmt-niswt-wrt)